# Dipartimento del Nordest
Il dipartimento del Nordest è un dipartimento di Haiti. Il capoluogo è Fort-Liberté.

## Geografia antropica

### Suddivisioni amministrative
Il dipartimento del Nord-Est è suddiviso in 4 circondari:
- Fort-Liberté
- Ouanaminthe
- Trou-du-Nord
- Vallières